# Senna alexandrina
Senna alexandrina – gatunek rośliny należący do rodziny bobowatych (Fabaceae) z podrodziny brezylkowych (Caesalpinioideae). Pochodzi z podzwrotnikowych obszarów Afryki i Azji, jest też uprawiany w wielu rejonach o takim klimacie.

## Nazewnictwo
- Gatunek ten włączany był do rodzaju Cassia (strączyniec) i stąd też w polskim nazewnictwie występuje często pod nazwą strączyniec ostrolistny, kasja ostrolistna, ma też inne jeszcze nazwy: siężybób ostrolistny, senes ostrolistny[6]. Jednakże nowsze ujęcia taksonomiczne zaliczają go do rodzaju Senna i ma on obecnie nazwę Senna alexandrina Mill.[5]
- Synonimy[5]: 
  - Cassia acutifolia Delile
  - Cassia angustifolia Vahl
  - Cassia lanceolata Forssk.
  - Cassia senna L.
  - Senna angustifolia (Vahl) Batka

## Morfologia
PokrójPółkrzew dorastający do 1 m wysokości.
LiściePierzastozłożone z 4 par jajowatolancetowatych listków.
KwiatyŻółte, zebrane w grona. Kielich 5-działkowy, korona 5-płatkowa.
OwoceNiezbyt długie strąki owalnego kształtu.

## Zastosowanie
Roślina lecznicza: leczniczą częścią rośliny są liście i strąki (Folium Sennae – liść senesu).